# Thizy-les-Bourgs
Thizy-les-Bourgs és un municipi nou francès, creat l'1 de gener de 2013, al departament del Roine i a la regió d'Alvèrnia-Roine-Alps. Al moment de la seua creació tenia 6.354 habitants. Aquest municipi nou es conforma a partir de la fusió dels cinc antics municipis de Bourg-de-Thizy, La Chapelle-de-Mardore, Mardore, Marnand i Thizy. La seu administrativa és Thizy.

## Municipis delegats

### Bourg-de-Thizy
El 2007 Bourg-de-Thizy tenia 2.626 habitants. Hi havia 1.018 famílies de les quals 315 eren unipersonals (143 homes vivint sols i 172 dones vivint soles), 281 parelles sense fills, 325 parelles amb fills i 97 famílies monoparentals amb fills.
La població ha evolucionat segons el següent gràfic:

#### Piràmide de població
El 2007 hi havia 1.306 habitatges, 1.035 eren l'habitatge principal de la família, 32 eren segones residències i 238 estaven desocupats. 797 eren cases i 506 eren apartaments. Dels 1.035 habitatges principals, 620 estaven ocupats pels seus propietaris, 384 estaven llogats i ocupats pels llogaters i 31 estaven cedits a títol gratuït; 1 tenia una cambra, 53 en tenien dues, 201 en tenien tres, 320 en tenien quatre i 460 en tenien cinc o més. 671 habitatges disposaven pel capbaix d'una plaça de pàrquing. A 510 habitatges hi havia un automòbil i a 335 n'hi havia dos o més.

#### Economia
El 2007 la població en edat de treballar era de 1.501 persones, 1.025 eren actives i 476 eren inactives. De les 1.025 persones actives 901 estaven ocupades (515 homes i 386 dones) i 123 estaven aturades (54 homes i 69 dones). De les 476 persones inactives 178 estaven jubilades, 158 estaven estudiant i 140 estaven classificades com a «altres inactius». El 2009 a Bourg-de-Thizy hi havia 1.034 unitats fiscals que integraven 2.544 persones, la mediana anual d'ingressos fiscals per persona era de 15.536 €.
Dels 136 establiments que hi havia el 2007, 4 eren d'empreses alimentàries, 1 d'una empresa de fabricació d'elements pel transport, 18 d'empreses de fabricació d'altres productes industrials, 24 d'empreses de construcció, 29 d'empreses de comerç i reparació d'automòbils, 8 d'empreses de transport, 9 d'empreses d'hostatgeria i restauració, 1 d'una empresa d'informació i comunicació, 8 d'empreses financeres, 6 d'empreses immobiliàries, 8 d'empreses de serveis, 11 d'entitats de l'administració pública i 9 d'empreses classificades com a «altres activitats de serveis».
Dels 41 establiments de servei als particulars que hi havia el 2009, 1 era una oficina de correu, 1 una oficina bancària, 1 funerària, 4 tallers de reparació d'automòbils i de material agrícola, 1 taller d'inspecció tècnica de vehicles, 4 paletes, 5 guixaires pintors, 3 fusteries, 5 lampisteries, 2 electricistes, 6 perruqueries, 2 veterinaris, 4 restaurants i 2 salons de bellesa.
Dels 13 establiments comercials que hi havia el 2009, 1 era un supermercat, 2 grans superfícies de material de bricolatge, 3 botiges de menys de 120 m², 2 fleques, 1 una carnisseria, 2 llibreries, 1 una botiga de roba i 1 una floristeria. L'any 2000 a Bourg-de-Thizy hi havia 17 explotacions agrícoles que ocupaven un total de 860 hectàrees.
El 2009 hi havia 1 hospital de tractaments de mitja durada (seguiment i rehabilitació), 1 un hospital de tractaments de llarga durada, 1 farmàcia i 1 ambulància. El 2009 hi havia 1 escola maternal i 2 escoles elementals. Bourg-de-Thizy disposava d'un col·legi d'educació secundària amb 154 alumnes.

### La Chapelle-de-Mardore

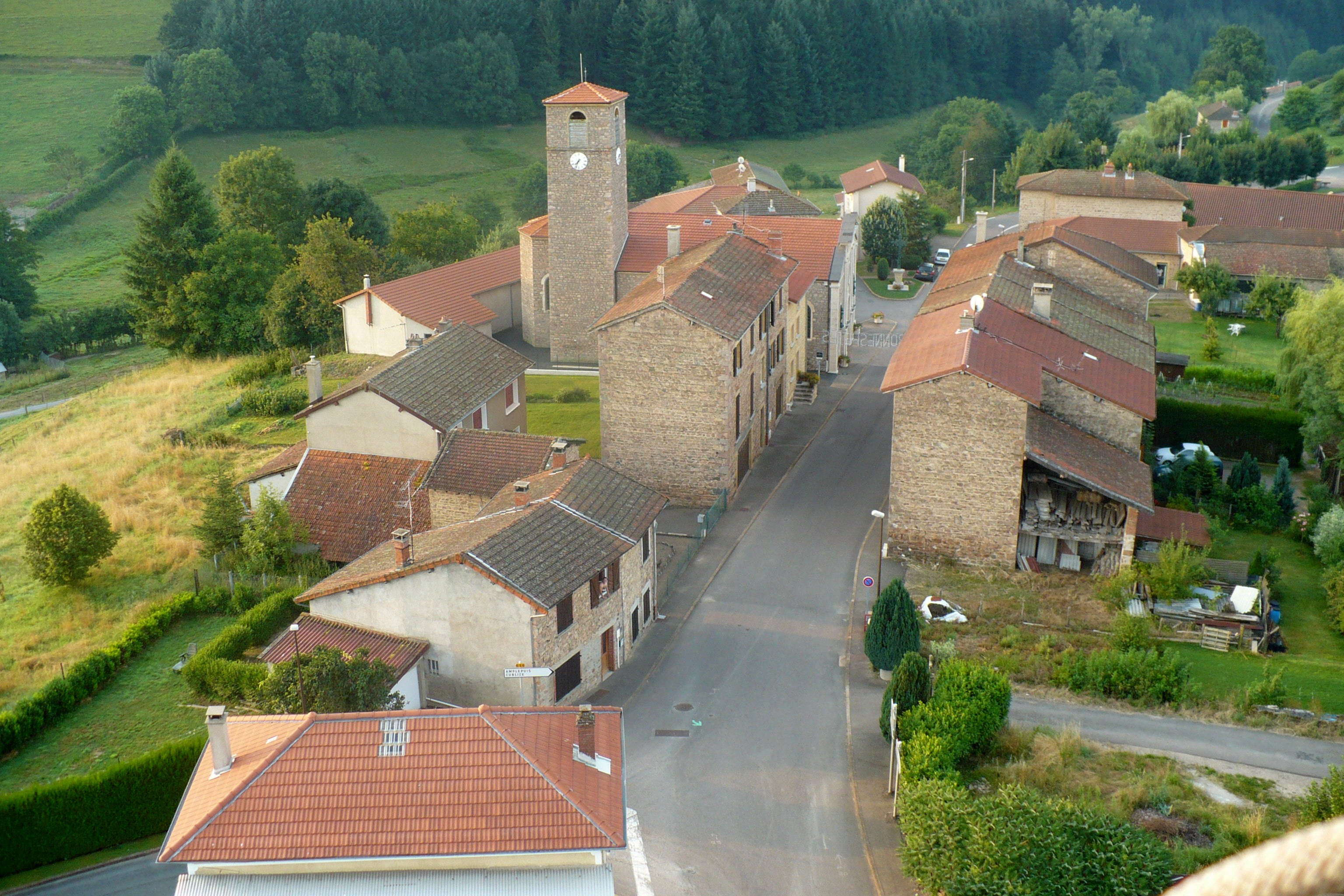
La chapelle de mardore mongolfière

L'any 2007 La Chapelle-de-Mardore tenia 202 habitants.

#### Població
El 2007 la població de fet de La Chapelle-de-Mardore era de 202 persones. Hi havia 70 famílies de les quals 12 eren unipersonals (8 homes vivint sols i 4 dones vivint soles), 23 parelles sense fills, 31 parelles amb fills i 4 famílies monoparentals amb fills. La població ha evolucionat segons el següent gràfic:
El 2007 hi havia 115 habitatges, 74 eren l'habitatge principal de la família, 31 eren segones residències i 10 estaven desocupats. 114 eren cases i 1 era un apartament. Dels 74 habitatges principals, 59 estaven ocupats pels seus propietaris, 14 estaven llogats i ocupats pels llogaters i 1 estava cedit a títol gratuït; 1 tenia dues cambres, 6 en tenien tres, 18 en tenien quatre i 49 en tenien cinc o més. 69 habitatges disposaven pel capbaix d'una plaça de pàrquing. A 29 habitatges hi havia un automòbil i a 43 n'hi havia dos o més.

#### Economia
El 2007 la població en edat de treballar era de 131 persones, 101 eren actives i 30 eren inactives. De les 101 persones actives 97 estaven ocupades (56 homes i 41 dones) i 4 estaven aturades (4 dones i 4 dones). De les 30 persones inactives 14 estaven jubilades, 9 estaven estudiant i 7 estaven classificades com a «altres inactius». El 2009 a La Chapelle-de-Mardore hi havia 84 unitats fiscals que integraven 233 persones, la mediana anual d'ingressos fiscals per persona era de 17.134 €.
Dels 4 establiments que hi havia el 2007, 1 era d'una empresa de construcció, 1 d'una empresa de comerç i reparació d'automòbils, 1 d'una empresa d'hostatgeria i restauració i 1 d'una empresa de serveis. Dels 2 establiments de servei als particulars que hi havia el 2009, 1 era un guixaire pintor i 1 restaurant. L'any 2000 a La Chapelle-de-Mardore hi havia 12 explotacions agrícoles que ocupaven un total de 320 hectàrees.
El 2009 hi havia una escola elemental.

### Mardore

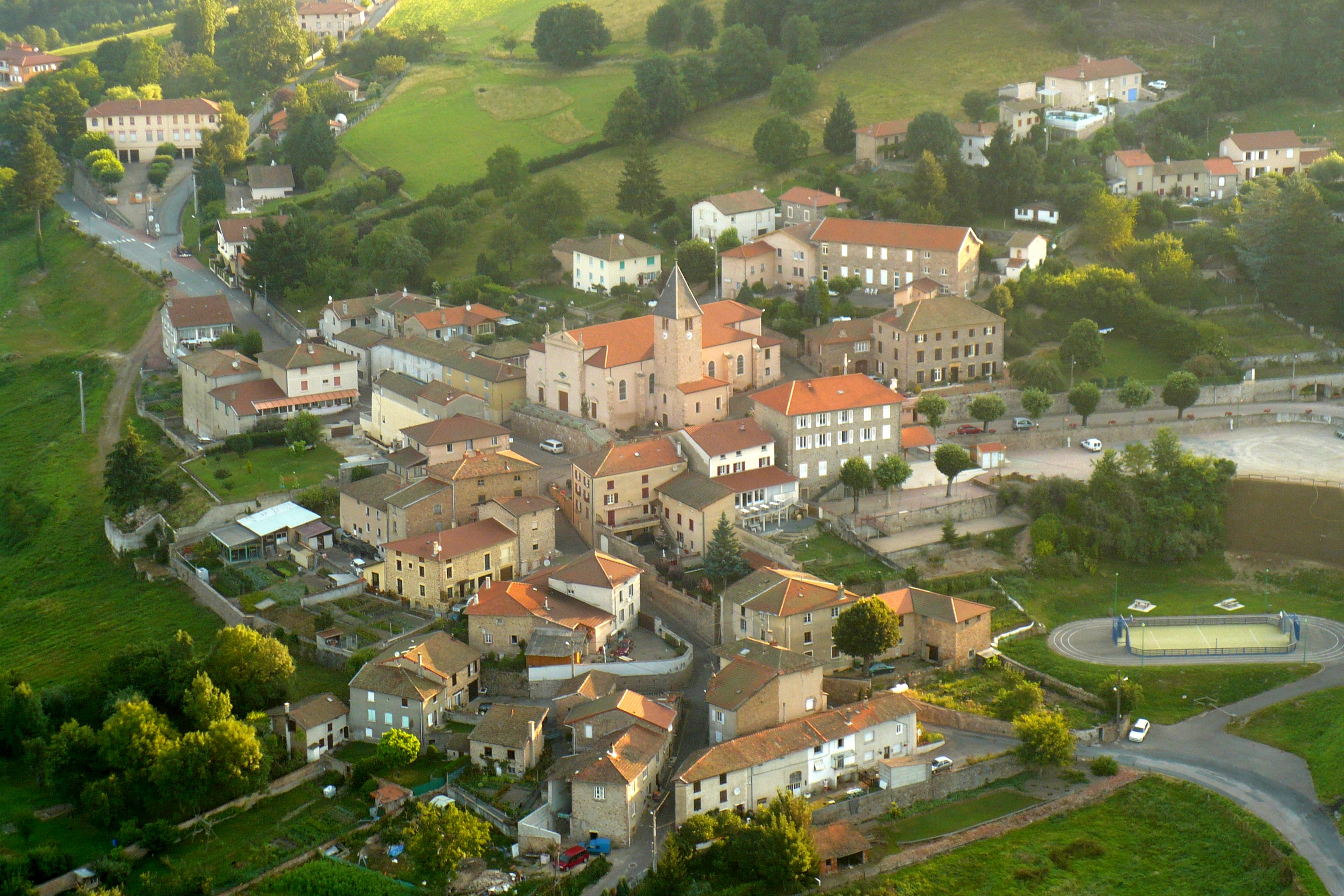
Mardore

L'any 2007 Mardore tenia 504 habitants.

#### Població
El 2007 la població de fet de Mardore era de 504 persones. Hi havia 212 famílies de les quals 60 eren unipersonals (40 homes vivint sols i 20 dones vivint soles), 72 parelles sense fills, 72 parelles amb fills i 8 famílies monoparentals amb fills. La població ha evolucionat segons el següent gràfic:
El 2007 hi havia 291 habitatges, 213 eren l'habitatge principal de la família, 55 eren segones residències i 23 estaven desocupats. 272 eren cases i 17 eren apartaments. Dels 213 habitatges principals, 165 estaven ocupats pels seus propietaris, 38 estaven llogats i ocupats pels llogaters i 10 estaven cedits a títol gratuït; 4 tenien dues cambres, 34 en tenien tres, 59 en tenien quatre i 116 en tenien cinc o més. 142 habitatges disposaven pel capbaix d'una plaça de pàrquing. A 84 habitatges hi havia un automòbil i a 99 n'hi havia dos o més.

#### Economia
El 2007 la població en edat de treballar era de 311 persones, 238 eren actives i 73 eren inactives. De les 238 persones actives 223 estaven ocupades (131 homes i 92 dones) i 15 estaven aturades (6 homes i 9 dones). De les 73 persones inactives 30 estaven jubilades, 30 estaven estudiant i 13 estaven classificades com a «altres inactius». El 2009 a Mardore hi havia 223 unitats fiscals que integraven 538 persones, la mediana anual d'ingressos fiscals per persona era de 17.459,5 €.
Dels 12 establiments que hi havia el 2007, 1 era d'una empresa alimentària, 1 d'una empresa de fabricació de material elèctric, 3 d'empreses de fabricació d'altres productes industrials, 4 d'empreses de construcció, 2 d'empreses de comerç i reparació d'automòbils i 1 d'una empresa d'hostatgeria i restauració. Dels 4 establiments de servei als particulars que hi havia el 2009, 1 era un taller de reparació d'automòbils i de material agrícola, 1 paleta i 2 guixaires pintors.
L'únic establiment comercial que hi havia el 2009 era una fleca. L'any 2000 a Mardore hi havia 13 explotacions agrícoles que ocupaven un total de 408 hectàrees.
El 2009 hi havia una escola elemental.

### Marnand

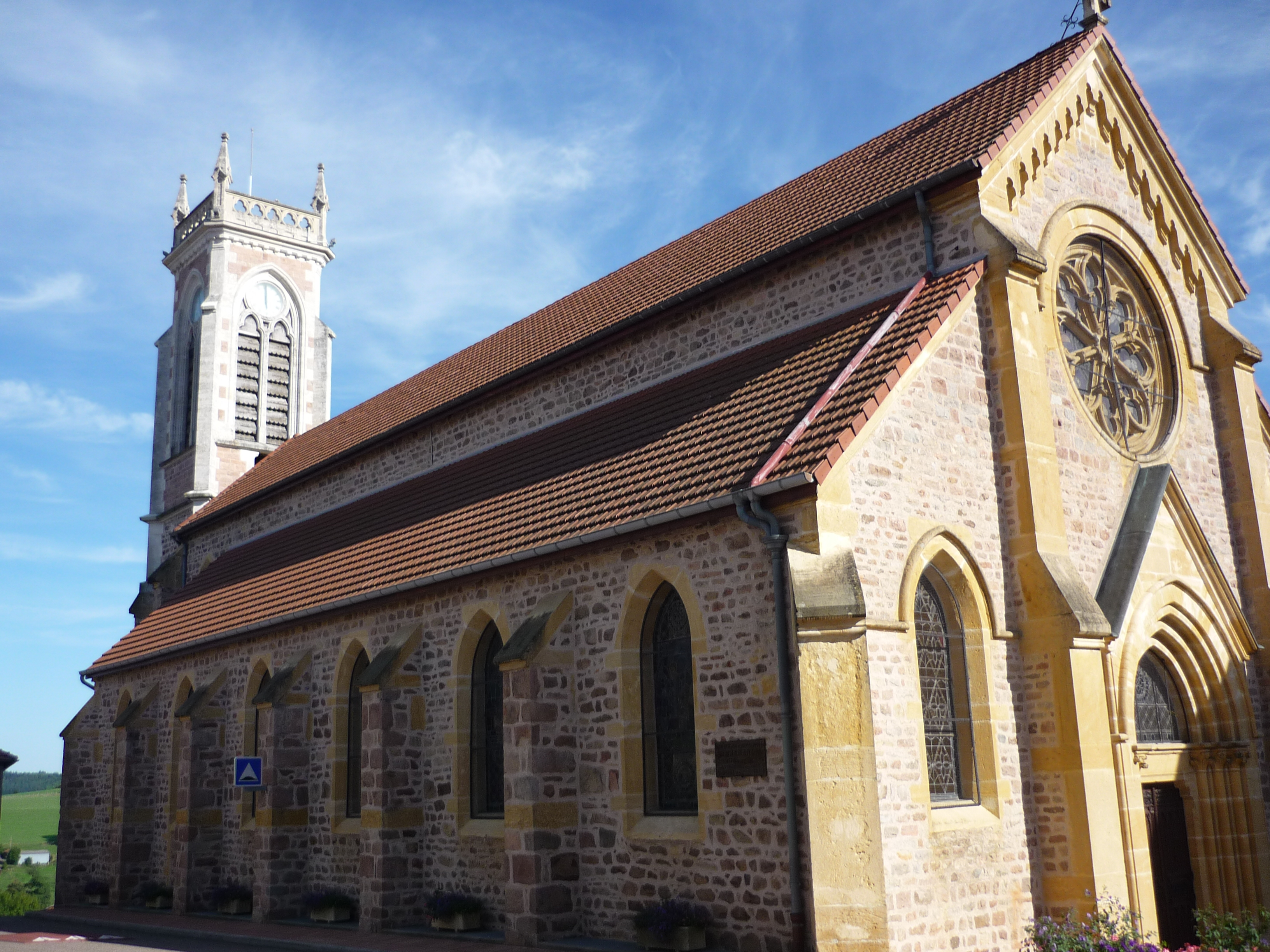
Marnand

L'any 2007 Marnand tenia 615 habitants.

#### Demografia
El 2007 la població de fet de Marnand era de 615 persones. Hi havia 222 famílies de les quals 40 eren unipersonals (16 homes vivint sols i 24 dones vivint soles), 77 parelles sense fills, 93 parelles amb fills i 12 famílies monoparentals amb fills. La població ha evolucionat segons el següent gràfic:
El 2007 hi havia 278 habitatges, 227 eren l'habitatge principal de la família, 31 eren segones residències i 20 estaven desocupats. 263 eren cases i 15 eren apartaments. Dels 227 habitatges principals, 195 estaven ocupats pels seus propietaris, 31 estaven llogats i ocupats pels llogaters i 1 estava cedit a títol gratuït; 1 tenia una cambra, 6 en tenien dues, 21 en tenien tres, 68 en tenien quatre i 131 en tenien cinc o més. 174 habitatges disposaven pel capbaix d'una plaça de pàrquing. A 94 habitatges hi havia un automòbil i a 113 n'hi havia dos o més.

#### Economia
El 2007 la població en edat de treballar era de 378 persones, 288 eren actives i 90 eren inactives. De les 288 persones actives 271 estaven ocupades (146 homes i 125 dones) i 17 estaven aturades (9 homes i 8 dones). De les 90 persones inactives 39 estaven jubilades, 30 estaven estudiant i 21 estaven classificades com a «altres inactius». El 2009 a Marnand hi havia 226 unitats fiscals que integraven 605 persones, la mediana anual d'ingressos fiscals per persona era de 17.350 €.
Dels 14 establiments que hi havia el 2007, 5 eren d'empreses de construcció, 2 d'empreses de comerç i reparació d'automòbils, 1 d'una empresa de transport, 2 d'empreses d'hostatgeria i restauració, 3 d'empreses de serveis i 1 d'una empresa classificada com a «altres activitats de serveis». Dels 6 establiments de servei als particulars que hi havia el 2009, 1 era un paleta, 1 guixaire pintor, 2 fusteries, 1 restaurant i 1 saló de bellesa. L'any 2000 a Marnand hi havia 10 explotacions agrícoles. El 2009 hi havia una escola elemental.

### Thizy

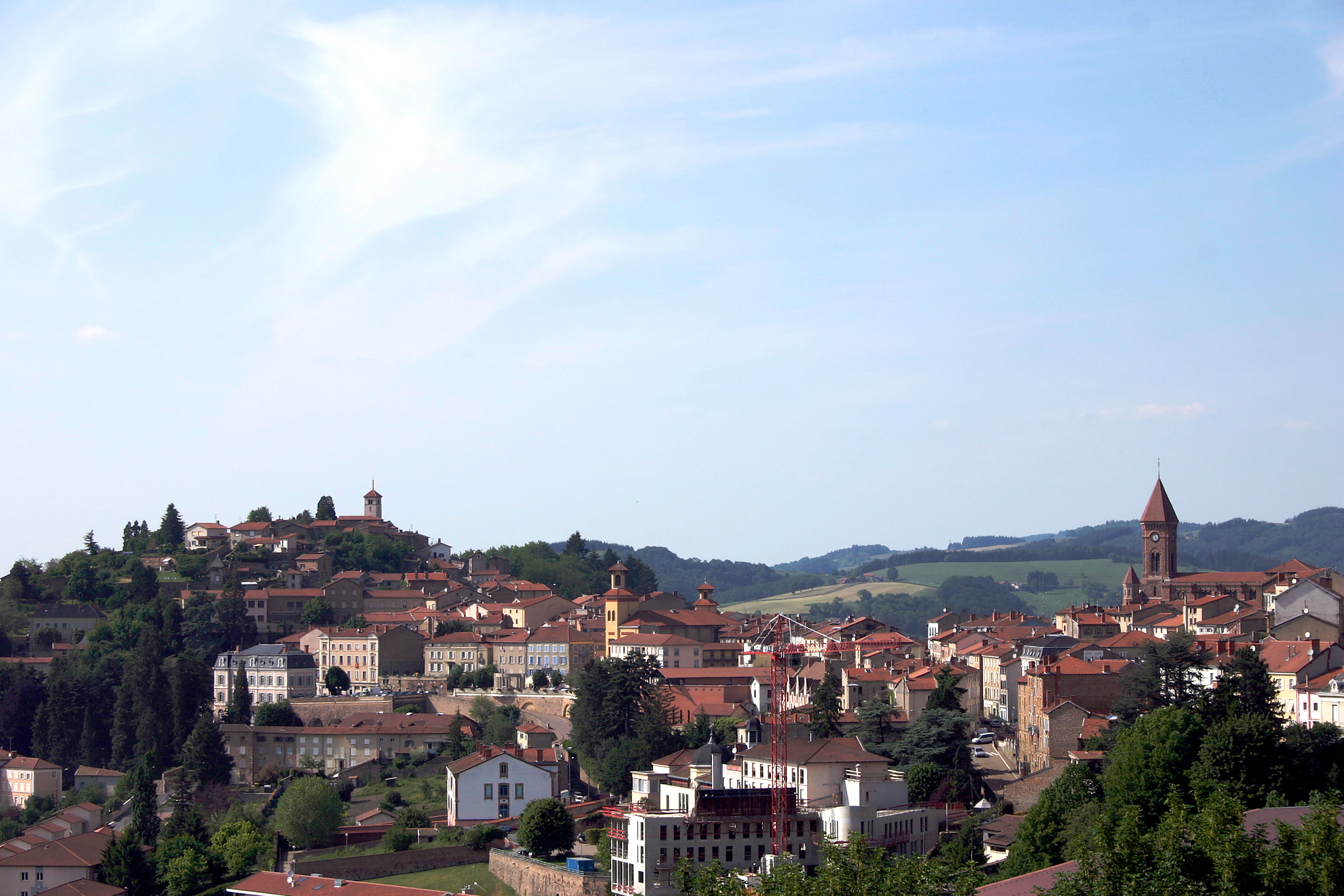
Thizy

L'any 2007 Thizy tenia 2.442 habitants.

#### Demografia
El 2007 la població de fet de Thizy era de 2.442 persones. Hi havia 1.030 famílies de les quals 409 eren unipersonals (170 homes vivint sols i 239 dones vivint soles), 285 parelles sense fills, 248 parelles amb fills i 88 famílies monoparentals amb fills. La població ha evolucionat segons el següent gràfic:
El 2007 hi havia 1.344 habitatges, 1.046 eren l'habitatge principal de la família, 22 eren segones residències i 276 estaven desocupats. 573 eren cases i 756 eren apartaments. Dels 1.046 habitatges principals, 462 estaven ocupats pels seus propietaris, 547 estaven llogats i ocupats pels llogaters i 36 estaven cedits a títol gratuït; 13 tenien una cambra, 109 en tenien dues, 249 en tenien tres, 314 en tenien quatre i 361 en tenien cinc o més. 520 habitatges disposaven pel capbaix d'una plaça de pàrquing. A 521 habitatges hi havia un automòbil i a 267 n'hi havia dos o més.

#### Economia
El 2007 la població en edat de treballar era de 1.478 persones, 1.031 eren actives i 447 eren inactives. De les 1.031 persones actives 898 estaven ocupades (486 homes i 412 dones) i 132 estaven aturades (59 homes i 73 dones). De les 447 persones inactives 168 estaven jubilades, 121 estaven estudiant i 158 estaven classificades com a «altres inactius». El 2009 a Thizy hi havia 1.013 unitats fiscals que integraven 2.147 persones, la mediana anual d'ingressos fiscals per persona era de 16.271 €.
Dels 179 establiments que hi havia el 2007, 4 eren d'empreses extractives, 5 d'empreses alimentàries, 15 d'empreses de fabricació d'altres productes industrials, 9 d'empreses de construcció, 39 d'empreses de comerç i reparació d'automòbils, 6 d'empreses de transport, 20 d'empreses d'hostatgeria i restauració, 4 d'empreses d'informació i comunicació, 15 d'empreses financeres, 5 d'empreses immobiliàries, 16 d'empreses de serveis, 25 d'entitats de l'administració pública i 16 d'empreses classificades com a «altres activitats de serveis».
Dels 55 establiments de servei als particulars que hi havia el 2009, 1 era una oficina d'administració d'Hisenda pública, 1 oficina del servei públic d'ocupació, 1 gendarmeria, 1 oficina de correu, 5 oficines bancàries, 3 funeràries, 6 tallers de reparació d'automòbils i de material agrícola, 1 taller d'inspecció tècnica de vehicles, 1 autoescola, 6 guixaires pintors, 1 fusteria, 1 lampisteria, 1 electricista, 5 perruqueries, 2 veterinaris, 1 agència de treball temporal, 12 restaurants, 2 agències immobiliàries i 4 salons de bellesa.
Dels 19 establiments comercials que hi havia el 2009, 1 era un supermercat, 1 una botiga de més de 120 m², 2 botiges de menys de 120 m², 3 fleques, 2 carnisseries, 2 llibreries, 2 botigues de roba, 1 una botiga d'equipament de la llar, 2 botigues d'electrodomèstics, 1 una botiga de material esportiu i 2 floristeries. L'any 2000 a Thizy hi havia 5 explotacions agrícoles.
El 2009 hi havia 1 hospital de tractaments de curta durada, 1 hospital de tractaments de mitja durada (seguiment i rehabilitació), 1 un hospital de tractaments de llarga durada i 2 farmàcies. El 2009 hi havia 1 escola maternal i 2 escoles elementals. A Thizy hi havia 1 col·legi d'educació secundària i 1 liceu d'ensenyament general. Als col·legis d'educació secundària hi havia 187 alumnes i als liceus d'ensenyament general 391.